# Twelve Nudes
Twelve Nudes је пети соло албум од Езре Ферман. Објављен је 30. августа, 2019. године од стране издавачке куће Bella Union.

## Развој
Албум је добио своје име од серија медитација Ен Карсон за „велики бол са којим се суочавамо током живота.‟ Ферман је добила инспирацију да направи албум од њене љутње према Трамповој администрацији и касном капитализму, као и од њеног јеврејског и трансродног идентитета.

## Рецепција
Према Metacritic-у, Twelve Nudes има оцену 80 од 100, што значи да има генерално позитивне оцене од критичара.

## Списак песама
| №               | Назив                               | Трајање |  |
| 1.              | Calm Down aka I Should Not Be Alone | 02:22   |  |
| 2.              | Evening Prayer aka Justice          | 02:55   |  |
| 3.              | Transition From Nowhere to Nowhere  | 03:11   |  |
| 4.              | Rated R Crusaders                   | 02:16   |  |
| 5.              | Trauma                              | 03:07   |  |
| 6.              | Thermometer                         | 02:05   |  |
| 7.              | I Wanna Be Your Girlfriend          | 03:29   |  |
| 8.              | Blown                               | 00:55   |  |
| 9.              | My Teeth Hurt                       | 02:31   |  |
| 10.             | In America                          | 02:10   |  |
| 11.             | What Can You Do But Rock 'n' Roll   | 02:32   |  |
| Укупно трајање: | Укупно трајање:                     | 27:33   |  |

## Топ-листе
| Топ-листа (2019)                 | Позиција |
| -------------------------------- | -------- |
| УК Албуми (OCC)                  | 95       |
| САД Албуми у тренду (Billboard)  | 21       |
| САД Независни албуми (Billboard) | 49       |